# Pangodi
Pangodi este o arie protejată (arie specială de conservare — SAC, sit de importanță comunitară — SCI) din Estonia întinsă pe o suprafață de 101,3 ha, integral pe uscat.

## Localizare
Centrul sitului Pangodi este situat la coordonatele 58°11′42″N 26°34′19″E / 58.195°N 26.5719°E.

## Înființare
Situl Pangodi a fost declarat sit de importanță comunitară în aprilie 2004 pentru a proteja 1 specie de animale. Situl a fost protejat și ca arie specială de conservare în august 2004.

## Biodiversitate
Situată în ecoregiunea boreală, aria protejată conține 1 habitat natural: Lacuri eutrofice naturale cu vegetație de tip Magnopotamion sau Hydrocharition.
La baza desemnării sitului se află o specie protejată de  pești: țipar (Misgurnus fossilis).